# Lido (geomorfologia)
Lido (z wł. Lido) – piaszczysty, wynurzony wał nadbudowany od strony morza przez fale, powoduje powstawanie laguny. Powstaje na wybrzeżach podlegających pływom morskim.
Termin ten jest stosowany głównie w odniesieniu do wybrzeży Morza Adriatyckiego we Włoszech.